# Saint-Vincent-du-Lorouër
Saint-Vincent-du-Lorouër település Franciaországban, Sarthe megyében. Lakosainak száma 822 fő (2022. január 1.). Saint-Vincent-du-Lorouër Le Grand-Lucé, Courdemanche, Jupilles, Pruillé-l’Éguillé, Saint-Pierre-du-Lorouër és Thoiré-sur-Dinan községekkel határos.

## Népesség
A település népessége az elmúlt években az alábbi módon változott:
| Lakosok száma | 902  | 876  | 887  | 855  | 847  | 840  | 832  | 826  | 822  |
|               | 2013 | 2015 | 2016 | 2017 | 2018 | 2019 | 2020 | 2021 | 2022 |